# Barkovići
Barkovići falu Horvátországban, Károlyváros megyében. Draganić község része.

## Fekvése
Károlyvárostól 10 km-re északra, Draganić község középső részén, a Zágrábot és Károlyvárost összekötő régi főúttól keletre, sík vidéken fekszik. Északról Draganići, délről Vrbanci határolja.

## Története
A település, mely nevét egykori birtokosáról, a Barkovics (Barković) családról kapta, ahhoz a draganići nemesi községhez tartozott, melynek jobbágyai 1249-ben IV. Béla királytól szolgálataikért nemesi rangot kaptak. A draganići nemesi közösséget a Gutkeled nembeli Istvánnak, egész Szlavónia bánjának a podgorjei nemesi birtokok felől rendelkező oklevelében említik először. A közösség Šipak-hegyen álló Szent György temploma és plébániája 1334-ben már megvolt. A község lakóinak ez a helyi közössége a túrmezei nemesi kerülethez hasonlóan mintegy önkormányzatként államilag is elismerten fennmaradt egészen a 20. századig. A közösség vezető testületét minden évben Szent Fülöp és Szent György napja között választották újjá. Minden általuk kiadott okmányt a közösség nagypecsétjével hitelesítettek. A község lakói mezőgazdaságból és a kiterjedt, a közösség elöljárósága által igazgatott erdőkből éltek. A török elleni háborúk idején a király hívására a draganići közösség 200 kopjást tartozott adni a túrmezei nemesi bandériumba. A településnek 1857-ben 98, 1910-ben 149 lakosa volt. A trianoni békeszerződésig Zágráb vármegye Károlyvárosi járásához tartozott. Lakosságát 2001-óta nem számlálják önállóan. Legutolsó számlálásakor, 1991-ben 149-en lakták.

## Lakosság
| Lakosság változása | Lakosság változása | Lakosság változása | Lakosság változása | Lakosság változása | Lakosság változása | Lakosság változása | Lakosság változása | Lakosság változása | Lakosság változása | Lakosság változása | Lakosság változása | Lakosság változása | Lakosság változása | Lakosság változása | Lakosság változása |
| ------------------ | ------------------ | ------------------ | ------------------ | ------------------ | ------------------ | ------------------ | ------------------ | ------------------ | ------------------ | ------------------ | ------------------ | ------------------ | ------------------ | ------------------ | ------------------ |
| 1857               | 1869               | 1880               | 1890               | 1900               | 1910               | 1921               | 1931               | 1948               | 1953               | 1961               | 1971               | 1981               | 1991               | 2001               | 2011               |
| 98                 | 118                | 122                | 141                | 141                | 149                | 179                | 193                | 203                | 180                | 191                | 197                | 162                | 149                | 0                  | 0                  |